# Tyranny of Souls
Tyranny of Souls je šesté studiové album anglického zpěváka Bruce Dickinsona. Vydalo jej dne 23. května 2005 hudební vydavatelství Sanctuary Records a jeho producentem byl kytarista Roy Z. Jde o jeho první album od roku 1998, kdy vyšlo The Chemical Wedding. Zároveň jde o první a jedinou desku vydanou po jeho návratu do kapely Iron Maiden. Na obalu alba se nachází malba renesančního umělce Hanse Memlinga.

## Seznam skladeb
Autory všech skladeb jsou Bruce Dickinson a Roy Z.
| Pořadí | Název                             | Délka |
| ------ | --------------------------------- | ----- |
| 1.     | Mars Within                       | 1:30  |
| 2.     | Abduction                         | 3:52  |
| 3.     | Soul Intruders                    | 3:54  |
| 4.     | Kill Devil Hill                   | 5:09  |
| 5.     | Navigate the Seas of the Sun      | 5:53  |
| 6.     | River of No Return                | 5:15  |
| 7.     | Power of the Sun                  | 3:31  |
| 8.     | Devil on a Hog                    | 4:03  |
| 9.     | Believil                          | 4:52  |
| 10.    | A Tyranny of Souls                | 5:54  |
| 11.    | Eternal (bonus na japonské verzi) | 5:59  |

## Obsazení
- Bruce Dickinson – zpěv
- Roy Z – kytara, baskytara
- Dave Moreno – bicí
- Ray „Greezer“ Burke – baskytara
- Juan Perez – baskytara
- Maestro Mistheria – klávesy